# Panagiōtīs Fyssas
Panagiōtīs Fyssas (in greco: Παναγιώτης Φύσσας; Atene, 12 giugno 1973) è un ex calciatore greco, di ruolo difensore, campione d'Europa con la nazionale greca nel 2004.

## Carriera

### Club

#### Panionios
Terzino sinistro, ha trascorso gran parte della sua carriera in Grecia, militando per otto stagioni nel Panionios. Nella stagione 1997/1998, insieme Theofilos Karasavvidīs che ha militato nella Torres in Sardegna, vince la Coppe di Grecia contro il Panathīnaïkos dove militano Aggelos Mpasinas, Giannīs Gkoumas e Giōrgos Geōrgiadīs.

#### Panathinaikos
Nell'estate del 1998 dopo aver vinto la Coppa di Grecia passa al Panathīnaïkos, dove ritrova quasi tutti i giocatori che la stagione precedente persero la finale di Coppa di Grecia. Nell'estate 2000 ritrova il portoghese Paulo Sousa e il leggendario portiere greco Antōnīs Nikopolidīs ed insieme eliminano la Juventus dalle coppe, battendola per 3-1 Stadio Olimpico di Atene.

#### Benfica
Durante la stagione 2003/2004 passa dal Panathīnaïkos al Benfica allenato da Giovanni Trapattoni, qui conquista lo scudetto portoghese, spezzando il digiuno di 11 anni, da parte del club portoghese.

#### Hearth
Nell'estate 2005 passa in Scozia alle Heart of Midlothian, dove alla sua prima stagione si classifica al 2º posto della Scottish Premier League 2005-2006 alle spalle del Celtic. Sempre nella stessa stagione vince la Coppa di Scozia.

#### Ritorno al Panathinaikos
Nell'estate 2007, ritorna ai leoni verdi, dove ritrova l'ex interista Giōrgos Karagkounīs e Giannīs Gkoumas con cui ha vinto l'Europeo del 2004 con la Nazionale Greca. Dopo appena una stagione conclude la sua carriera da calciatore e diventa direttore tecnico della nazionale Greca.

### Nazionale
Si mise particolarmente in mostra con la sua nazionale durante gli Europei con i suoi decisi interventi difensivi e le sue doti offensive.

## Statistiche

### Cronologia presenze e reti in nazionale
| Cronologia completa delle presenze e delle reti in nazionale ― Grecia | Cronologia completa delle presenze e delle reti in nazionale ― Grecia | Cronologia completa delle presenze e delle reti in nazionale ― Grecia | Cronologia completa delle presenze e delle reti in nazionale ― Grecia | Cronologia completa delle presenze e delle reti in nazionale ― Grecia | Cronologia completa delle presenze e delle reti in nazionale ― Grecia | Cronologia completa delle presenze e delle reti in nazionale ― Grecia | Cronologia completa delle presenze e delle reti in nazionale ― Grecia |
| Data                                                                  | Città                                                                 | In casa                                                               | Risultato                                                             | Ospiti                                                                | Competizione                                                          | Reti                                                                  | Note                                                                  |
| --------------------------------------------------------------------- | --------------------------------------------------------------------- | --------------------------------------------------------------------- | --------------------------------------------------------------------- | --------------------------------------------------------------------- | --------------------------------------------------------------------- | --------------------------------------------------------------------- | --------------------------------------------------------------------- |
| 3-2-1999                                                              | Larnaca                                                               | Finlandia                                                             | 1 – 2                                                                 | Grecia                                                                | Torneo Internazionale di Cipro                                        | -                                                                     |                                                                       |
| 13-12-2000                                                            | Xanthi                                                                | Grecia                                                                | 1 – 1                                                                 | Jugoslavia                                                            | Amichevole                                                            | -                                                                     | 46’                                                                   |
| 28-2-2001                                                             | Iraklio                                                               | Grecia                                                                | 3 – 3                                                                 | Russia                                                                | Amichevole                                                            | -                                                                     | 60’                                                                   |
| 6-6-2001                                                              | Atene                                                                 | Grecia                                                                | 0 – 2                                                                 | Inghilterra                                                           | Qual. Mondiali 2002                                                   | -                                                                     | 73’                                                                   |
| 5-9-2001                                                              | Helsinki                                                              | Finlandia                                                             | 5 – 1                                                                 | Grecia                                                                | Qual. Mondiali 2002                                                   | -                                                                     | 82’                                                                   |
| 6-10-2001                                                             | Manchester                                                            | Inghilterra                                                           | 2 – 2                                                                 | Grecia                                                                | Qual. Mondiali 2002                                                   | -                                                                     |                                                                       |
| 10-11-2001                                                            | Nea Filadelfeia                                                       | Grecia                                                                | 4 – 2                                                                 | Estonia                                                               | Amichevole                                                            | -                                                                     |                                                                       |
| 14-11-2001                                                            | Atene                                                                 | Grecia                                                                | 1 – 2                                                                 | Cipro                                                                 | Amichevole                                                            | -                                                                     | 76’                                                                   |
| 13-2-2002                                                             | Salonicco                                                             | Grecia                                                                | 2 – 2                                                                 | Svezia                                                                | Amichevole                                                            | 1                                                                     | 81’                                                                   |
| 27-3-2002                                                             | Patrasso                                                              | Grecia                                                                | 3 – 2                                                                 | Belgio                                                                | Amichevole                                                            | -                                                                     |                                                                       |
| 12-5-2002                                                             | Alessandropoli                                                        | Grecia                                                                | 3 – 2                                                                 | Romania                                                               | Amichevole                                                            | -                                                                     |                                                                       |
| 15-5-2002                                                             | Rodi                                                                  | Grecia                                                                | 3 – 1                                                                 | Cipro                                                                 | Amichevole                                                            | 2                                                                     | 46’                                                                   |
| 21-8-2002                                                             | Costanza                                                              | Romania                                                               | 0 – 1                                                                 | Grecia                                                                | Amichevole                                                            | -                                                                     | 63’                                                                   |
| 7-9-2002                                                              | Atene                                                                 | Grecia                                                                | 0 – 2                                                                 | Spagna                                                                | Qual. Euro 2004                                                       | -                                                                     | 72’                                                                   |
| 16-10-2002                                                            | Atene                                                                 | Grecia                                                                | 2 – 0                                                                 | Armenia                                                               | Qual. Euro 2004                                                       | -                                                                     | 60’                                                                   |
| 20-11-2002                                                            | Atene                                                                 | Grecia                                                                | 0 – 0                                                                 | Irlanda                                                               | Amichevole                                                            | -                                                                     | 46’                                                                   |
| 29-1-2003                                                             | Larnaca                                                               | Cipro                                                                 | 1 – 2                                                                 | Grecia                                                                | Amichevole                                                            | 1                                                                     | 46’                                                                   |
| 12-2-2003                                                             | Heraklion                                                             | Grecia                                                                | 1 – 0                                                                 | Norvegia                                                              | Amichevole                                                            | -                                                                     |                                                                       |
| 26-3-2003                                                             | Graz                                                                  | Austria                                                               | 2 – 2                                                                 | Grecia                                                                | Amichevole                                                            | -                                                                     | 46’                                                                   |
| 2-4-2003                                                              | Belfast                                                               | Irlanda del Nord                                                      | 0 – 2                                                                 | Grecia                                                                | Qual. Euro 2004                                                       | -                                                                     | 72’                                                                   |
| 30-4-2003                                                             | Žilina                                                                | Slovacchia                                                            | 2 – 2                                                                 | Grecia                                                                | Amichevole                                                            | -                                                                     | 46’                                                                   |
| 11-6-2003                                                             | Atene                                                                 | Grecia                                                                | 1 – 0                                                                 | Ucraina                                                               | Qual. Euro 2004                                                       | -                                                                     |                                                                       |
| 20-8-2003                                                             | Norrköping                                                            | Svezia                                                                | 1 – 2                                                                 | Grecia                                                                | Amichevole                                                            | -                                                                     | 46’                                                                   |
| 6-9-2003                                                              | Erevan                                                                | Armenia                                                               | 0 – 1                                                                 | Grecia                                                                | Qual. Euro 2004                                                       | -                                                                     |                                                                       |
| 11-10-2003                                                            | Atene                                                                 | Grecia                                                                | 1 – 0                                                                 | Irlanda del Nord                                                      | Qual. Euro 2004                                                       | -                                                                     |                                                                       |
| 15-11-2003                                                            | Aveiro                                                                | Portogallo                                                            | 1 – 1                                                                 | Grecia                                                                | Amichevole                                                            | -                                                                     |                                                                       |
| 18-2-2004                                                             | Atene                                                                 | Grecia                                                                | 2 – 0                                                                 | Bulgaria                                                              | Amichevole                                                            | -                                                                     | 76’                                                                   |
| 31-3-2004                                                             | Heraklion                                                             | Grecia                                                                | 1 – 0                                                                 | Svizzera                                                              | Amichevole                                                            | -                                                                     | 80’                                                                   |
| 28-4-2004                                                             | Eindhoven                                                             | Paesi Bassi                                                           | 4 – 0                                                                 | Grecia                                                                | Amichevole                                                            | -                                                                     | 65’                                                                   |
| 29-5-2004                                                             | Stettino                                                              | Polonia                                                               | 1 – 0                                                                 | Grecia                                                                | Amichevole                                                            | -                                                                     |                                                                       |
| 3-6-2004                                                              | Vaduz                                                                 | Liechtenstein                                                         | 0 – 2                                                                 | Grecia                                                                | Amichevole                                                            | -                                                                     | 46’                                                                   |
| 12-6-2004                                                             | Porto                                                                 | Portogallo                                                            | 1 – 2                                                                 | Grecia                                                                | Euro 2004 - 1º turno                                                  | -                                                                     |                                                                       |
| 16-6-2004                                                             | Porto                                                                 | Grecia                                                                | 1 – 1                                                                 | Spagna                                                                | Euro 2004 - 1º turno                                                  | -                                                                     | 85’                                                                   |
| 20-6-2004                                                             | Faro                                                                  | Russia                                                                | 2 – 1                                                                 | Grecia                                                                | Euro 2004 - 1º turno                                                  | -                                                                     | 89’                                                                   |
| 25-6-2004                                                             | Lisbona                                                               | Francia                                                               | 0 – 1                                                                 | Grecia                                                                | Euro 2004 - Quarti di finale                                          | -                                                                     | 84’                                                                   |
| 1-7-2004                                                              | Porto                                                                 | Rep. Ceca                                                             | 0 – 1 dts                                                             | Grecia                                                                | Euro 2004 - Semifinale                                                | -                                                                     |                                                                       |
| 4-7-2004                                                              | Lisbona                                                               | Grecia                                                                | 1 – 0                                                                 | Portogallo                                                            | Euro 2004 - Finale                                                    | -                                                                     | 67’                                                                   |
| 18-8-2004                                                             | Praga                                                                 | Rep. Ceca                                                             | 0 – 0                                                                 | Grecia                                                                | Amichevole                                                            | -                                                                     |                                                                       |
| 4-9-2004                                                              | Tirana                                                                | Albania                                                               | 2 – 1                                                                 | Grecia                                                                | Qual. Mondiali 2006                                                   | -                                                                     | 33’                                                                   |
| 8-9-2004                                                              | Il Pireo                                                              | Grecia                                                                | 0 – 0                                                                 | Turchia                                                               | Qual. Mondiali 2006                                                   | -                                                                     | 79’                                                                   |
| 9-10-2004                                                             | Kiev                                                                  | Ucraina                                                               | 1 – 1                                                                 | Grecia                                                                | Qual. Mondiali 2006                                                   | -                                                                     | 71’                                                                   |
| 17-11-2004                                                            | Calcide                                                               | Grecia                                                                | 3 – 1                                                                 | Kazakistan                                                            | Qual. Mondiali 2006                                                   | -                                                                     |                                                                       |
| 9-2-2005                                                              | Salonicco                                                             | Grecia                                                                | 2 – 1                                                                 | Danimarca                                                             | Qual. Mondiali 2006                                                   | -                                                                     |                                                                       |
| 4-6-2005                                                              | Istanbul                                                              | Turchia                                                               | 0 – 0                                                                 | Grecia                                                                | Qual. Mondiali 2006                                                   | -                                                                     |                                                                       |
| 8-6-2005                                                              | Il Pireo                                                              | Grecia                                                                | 0 – 1                                                                 | Ucraina                                                               | Qual. Mondiali 2006                                                   | -                                                                     |                                                                       |
| 19-6-2005                                                             | Francoforte sul Meno                                                  | Giappone                                                              | 1 – 0                                                                 | Grecia                                                                | Conf. Cup 2005 - 1º turno                                             | -                                                                     |                                                                       |
| 22-6-2005                                                             | Francoforte sul Meno                                                  | Grecia                                                                | 0 – 0                                                                 | Messico                                                               | Conf. Cup 2005 - 1º turno                                             | -                                                                     |                                                                       |
| 17-8-2005                                                             | Bruxelles                                                             | Belgio                                                                | 2 – 0                                                                 | Grecia                                                                | Amichevole                                                            | -                                                                     | 71’                                                                   |
| 7-9-2005                                                              | Almaty                                                                | Kazakistan                                                            | 1 – 2                                                                 | Grecia                                                                | Qual. Mondiali 2006                                                   | -                                                                     | 76’                                                                   |
| 16-11-2005                                                            | Il Pireo                                                              | Grecia                                                                | 2 – 1                                                                 | Ungheria                                                              | Amichevole                                                            | -                                                                     | 86’                                                                   |
| 28-2-2006                                                             | Limassol                                                              | Bielorussia                                                           | 0 – 1                                                                 | Grecia                                                                | Torneo Internazionale di Cipro                                        | -                                                                     | 46’                                                                   |
| 1-3-2006                                                              | Strovolos                                                             | Kazakistan                                                            | 0 – 2                                                                 | Grecia                                                                | Torneo Internazionale di Cipro                                        | -                                                                     |                                                                       |
| 25-5-2006                                                             | Melbourne                                                             | Australia                                                             | 1 – 0                                                                 | Grecia                                                                | Amichevole                                                            | -                                                                     | 79’                                                                   |
| 16-8-2006                                                             | Liverpool                                                             | Inghilterra                                                           | 4 – 0                                                                 | Grecia                                                                | Amichevole                                                            | -                                                                     | 29’                                                                   |
| 2-9-2006                                                              | Chișinău                                                              | Moldavia                                                              | 0 – 1                                                                 | Grecia                                                                | Qual. Euro 2008                                                       | -                                                                     | 89’                                                                   |
| 7-10-2006                                                             | Il Pireo                                                              | Grecia                                                                | 1 – 0                                                                 | Norvegia                                                              | Qual. Euro 2008                                                       | -                                                                     |                                                                       |
| 11-10-2006                                                            | Zenica                                                                | Bosnia ed Erzegovina                                                  | 0 – 4                                                                 | Grecia                                                                | Qual. Euro 2008                                                       | -                                                                     |                                                                       |
| 15-11-2006                                                            | Saint-Denis                                                           | Francia                                                               | 1 – 0                                                                 | Grecia                                                                | Amichevole                                                            | -                                                                     | 62’                                                                   |
| 6-2-2007                                                              | Londra                                                                | Grecia                                                                | 0 – 1                                                                 | Corea del Sud                                                         | Amichevole                                                            | -                                                                     | 46’                                                                   |
| 24-3-2007                                                             | Il Pireo                                                              | Grecia                                                                | 1 – 4                                                                 | Turchia                                                               | Qual. Euro 2008                                                       | -                                                                     | 56’                                                                   |
| Totale                                                                |                                                                       | Presenze                                                              | 60                                                                    |                                                                       | Reti                                                                  | 4                                                                     |                                                                       |

## Palmarès

### Club
- Campionato portoghese: 1

Benfica: 2004-2005
- Coppa del Portogallo: 1

Benfica: 2003-2004
- Coppa di Scozia: 1

Hearts: 2005-2006

### Nazionale
- Campionato d'Europa: 1

Portogallo 2004